# Maison, 3 rue des Degrés à Quintin
La maison, 3 rue des Degrés est située à Quintin, en France.

## Localisation
La maison est située sur le territoire de la commune de Quintin, 3 rue des Degrés, dans le département  des Côtes-d'Armor, en région Bretagne.

## Description
La maison présente une façade du XVIIIe siècle. Ensemble symétrique dont l'axe est motivé par un avant-corps légèrement décroché. La porte est surmontée d'une fenêtre, sous un fronton triangulaire daté de 1759, éclairé par un oculus.

## Historique
En 1691, la commune est érigée en duché. Elle conserve des édifices des XVIe et XVIIe siècles.
La maison est inscrite partiellement (façade et toiture) au titre des monuments historiques par arrêté du 28 mai 1951.

## Galerie

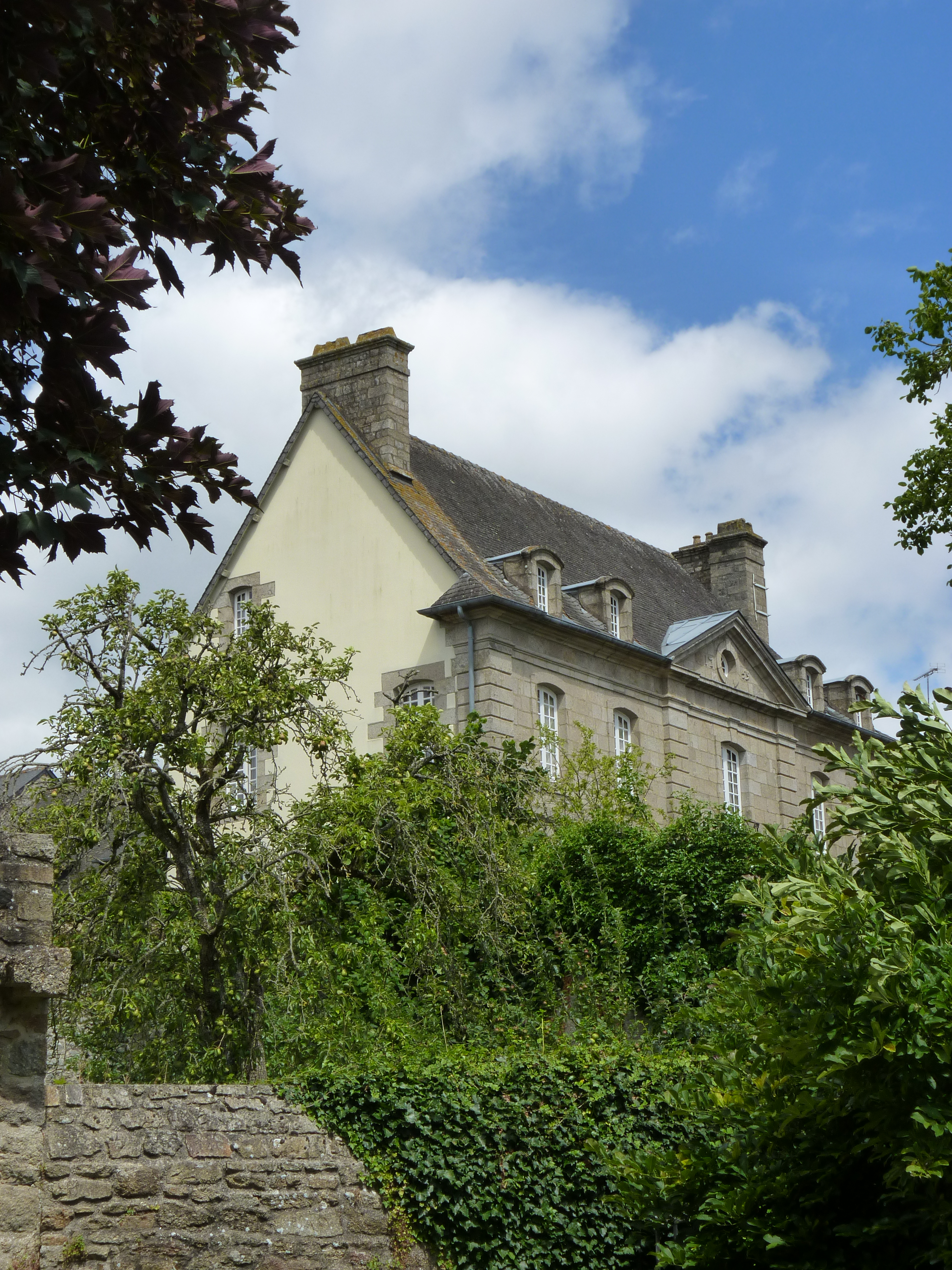